# Sjans
Sjans (russisk: Шанс) er en sovjetisk spillefilm fra 1984 af Aleksandr Majorov.

## Medvirkende
- Sergej Plotnikov — Almaz Bityj
- Igor Sjkurin
- Marija Kapnist — Milica Fjodorovna
- Dilorom Kambarova
- Raisa Kurkina — Jelena Sergejevna